# Hialoides

(correspondería al 13).

La hialoides es una fina membrana que se encuentra en el interior del ojo, rodea por fuera el humor vítreo, separándolo de las estructuras adyacentes. Anatómicamente se divide en dos partes: La hialoides anterior que separa el humor vítreo del cristalino y la hialoides posterior que se interpone entre el humor vítreo y la retina. 
Esta membrana se adhiere a la retina en varios puntos, sobre todo a nivel de la ora serrata y en el polo posterior del ojo. En ocasiones la hialoides se separa de la retina (desprendimiento de vítreo posterior) o tracciona de la retina debido a perdida de volumen del humor vítreo, provocando desgarros de la misma y desprendimiento de retina.